# Pekauman (Gresik)
Pekauman is een bestuurslaag in het regentschap Gresik van de provincie Oost-Java, Indonesië. Pekauman telt 1604 inwoners (volkstelling 2010).